# ジェームス・ティビッツ・ウィルモア
ジェームス・ティビッツ・ウィルモア（James Tibbits Willmore、1800年9月（バーミンガム）- 1863年3月12日（ロンドン））は、イギリス出身のエングレービング作家および王立芸術院会員である。

## 経歴
イングランドのスタッフォードシャー州（現在のウェスト・ミッドランズ州）ハンズワースのブリストナルズ・エンドで生まれる。以下の引用に見られるように、彼のミドルネームの綴りには同時代の権威者との違いがある。
父親のジェイムズ・ウィルモアは銀製食器製造業者であった。14歳の頃、ウィルモアはバーミンガム出身のエングレービング作家ウィリアム・ラドクリフに弟子入りした。彼と共に修業した弟のアーサー・ウィルモア（1814年 - 1888年）も兄と同じエングレービング作家となる。ラドクリフはバーミンガム出身の画家ジョセフ・バーバーからデッサンの授業を受けたことがあった。結婚後の1823年にロンドンに移り住み、エングレービング作家チャールズ・ヒースの許で3年間働いた。のちにウィリアム・ブロッケドン画の「アルプスの峠」やターナー画の「イングランドとウェールズ」の図版を手がけた。
シャロン、リーチ、スタンフィールド、ランドシーア、イーストレイク、クレスウィック（トマス・クレスウィック）、アンズデルなどから学び取り、特にターナーに倣ってエングレービング作品を制作したとされる。ウィルモアは1828年から始まるターナーの『イングランドとウェールズ」シリーズ向けに13枚の銅版画、さらには「フランスの川」向けに8枚の鉄版画を彫り上げた。ターナーの作品向けの図版を彫り上げた後、1842年の「古代イタリア」などの一枚板の図版を数多く制作した。翌年に王立芸術院にこの作品を出品し、王立芸術院におけるエングレービング作家に選出された。
1863年3月12日に没し、ハイゲイト墓地の西側に埋葬されている。

## ギャラリー

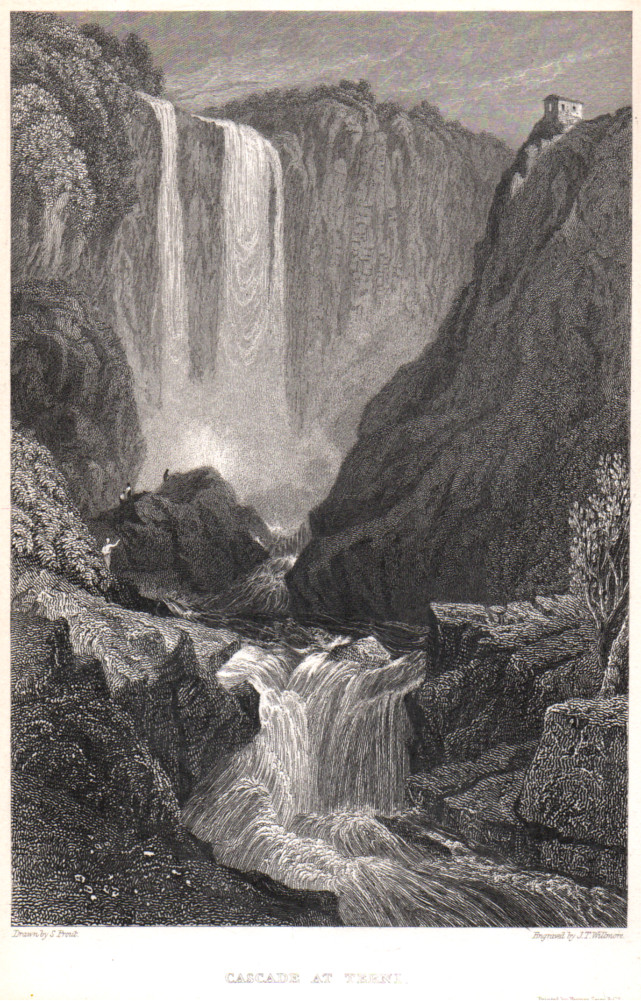
「テルニの滝」（サミュエル・プラウト（絵）、ジェームス・ティビッツ・ウィルモア（エングレービング））（1830年）
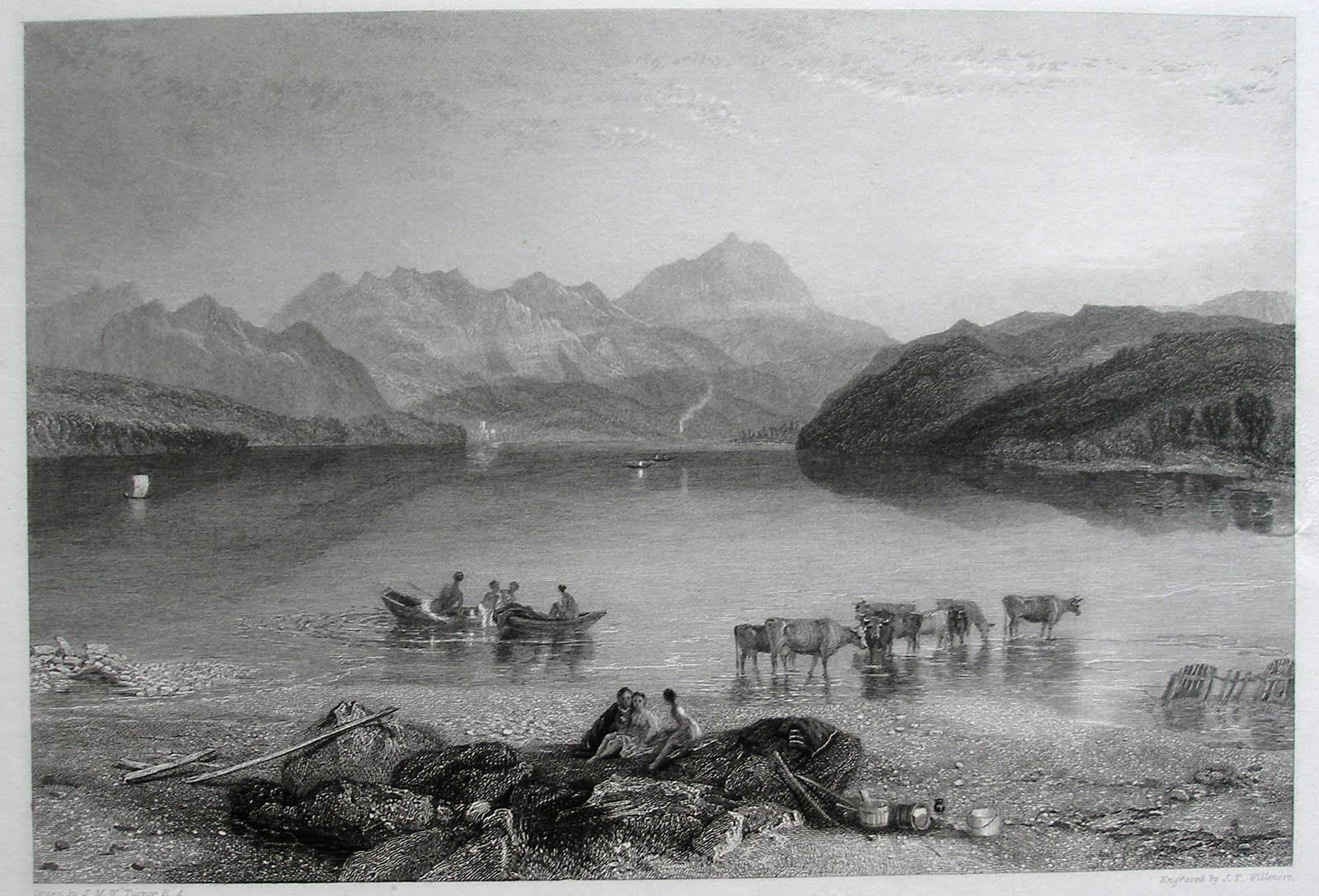
「ウルスウォーター」 （ターナー画「イングランドとウェールズの美しき風景」向けに制作されたジェームス・ティビッツ・ウィルモアによるエングレービング）
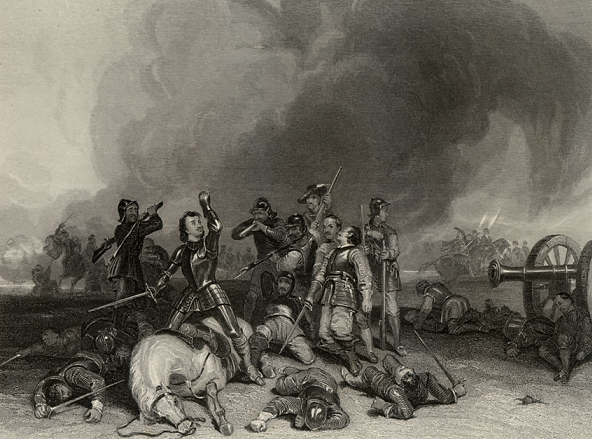
「ホプトンでの戦い」（ジョージ・キャターモール（1800年 - 1868年)（絵）、ジェームス・ティビッツ・ウィルモア（エングレービング））
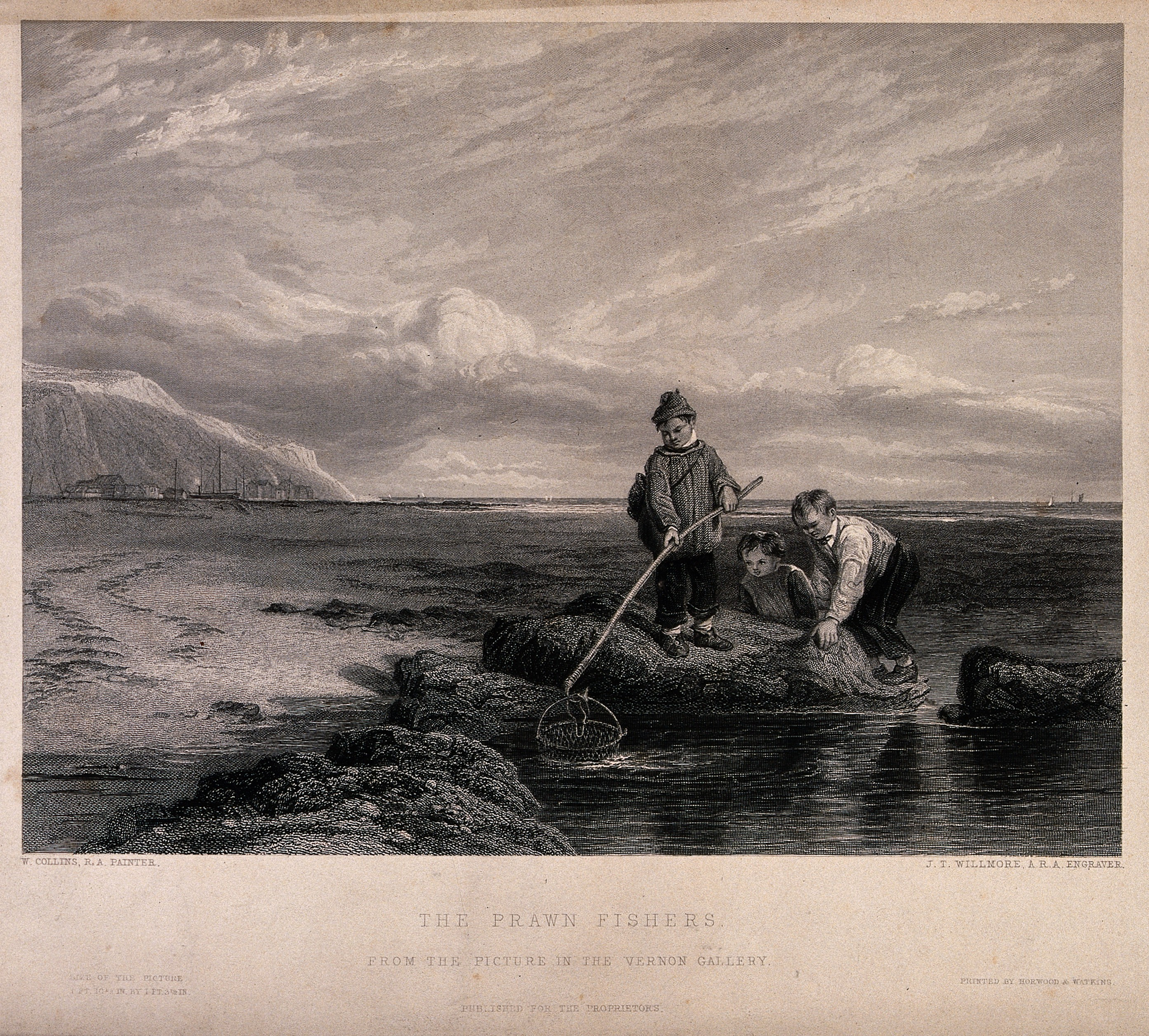
「大きな網を持って岩場で釣りをする3人の若者たち」 （W. コリンズ（絵）、ジェームス・ティビッツ・ウィルモア（エングレービング））
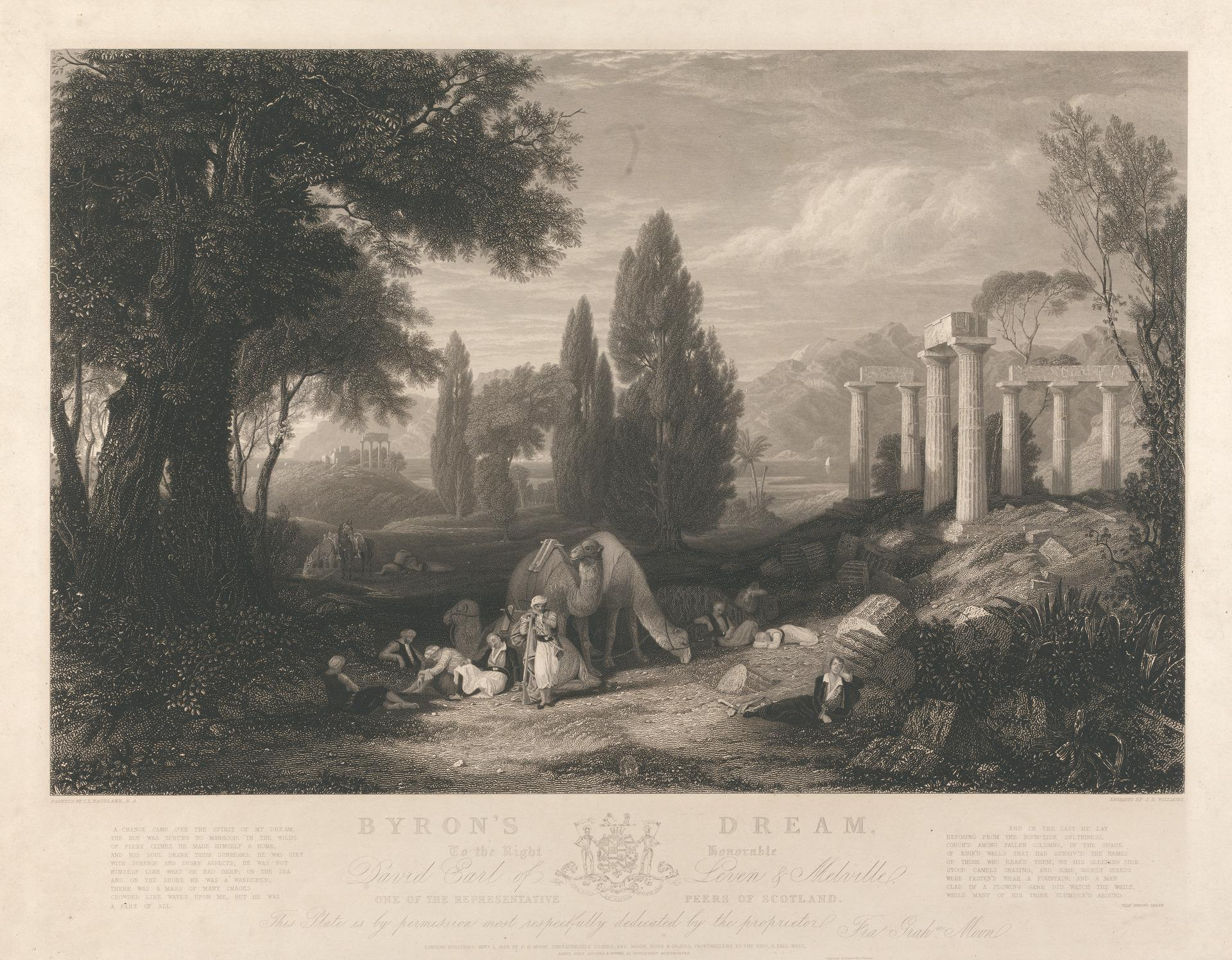
チャールズ・ロック・イーストレイク「貴族バイロンの夢」に基づくエングレービング
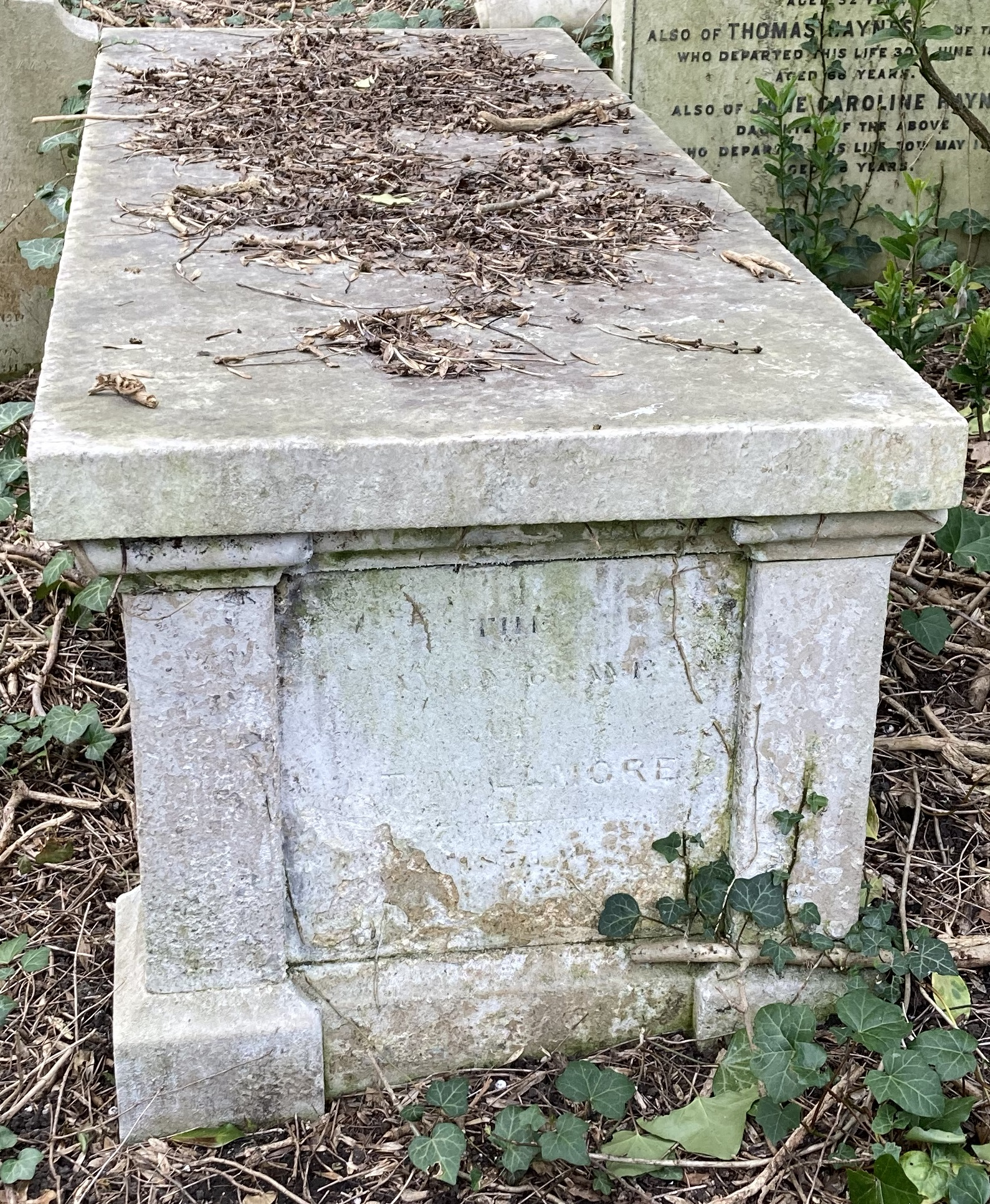
ハイゲイト墓地にあるジェームス・ティビッツ・ウィルモアの墓